# 文昌雞
文昌雞，又名蔡氏雞，是廣東八大優良雞種之一，最早見於清代；亦為菜名，是海南四大名菜之一，因產地在海南省文昌市潭牛鎮而得名。傳統文昌雞的外型總括為「三小兩短」，即頭小、頸小、腳小、頸短、腳短。文昌雞的飼養與一般雞種最主要的分別，在於當地人就地取材，使用椰子來餵雞。
烹煮文昌雞的正宗方法，是把整隻雞隔水清蒸，待雞隻涼後切件，配海南雞醬食用。

## 海南雞醬
除了常用的薑蓉外，可自行調配特色海南雞醬（海南人稱“十點醬”），這份特色佐料味帶酸甜，用生薑、蒜蓉、香蔥，加少許食鹽、豉油、再淋上青檸汁即成。